# Erich Grandeit
Erich Grandeit (* 5. Januar 1915 in Magdeburg; † 3. Februar 2001 in Hamburg) war ein deutscher Maler, Illustrator, Graphiker und Bühnenbildner.

## Leben

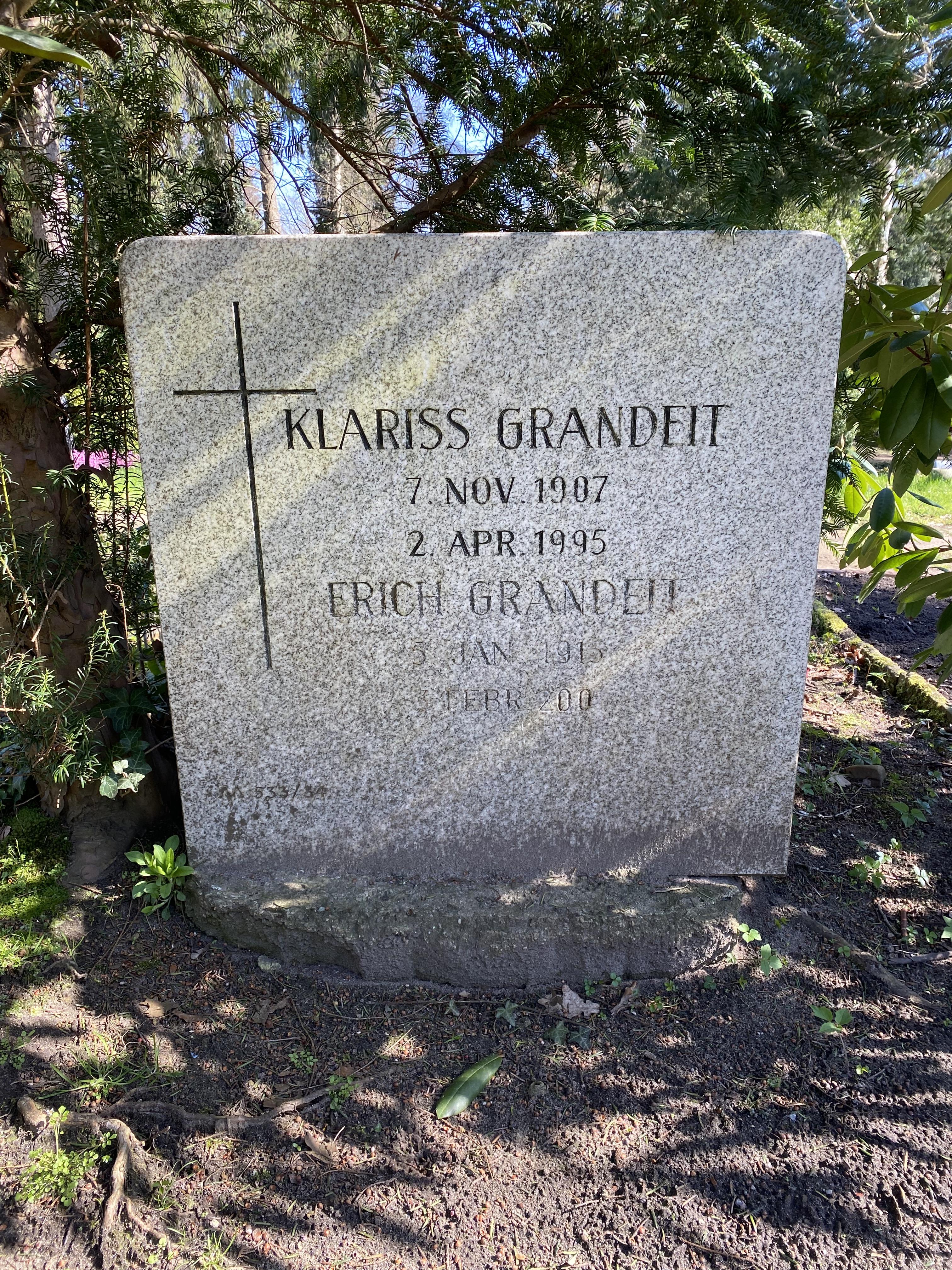
Grabstätte auf dem Friedhof Blankenese

Erich Grandeit wurde als Sohn von Arthur und Emma Grandeit geboren. Sein Vater war Schauspieler, seine Mutter Souffleuse. 1926 zog die Familie nach Karlsruhe, wo Grandeit 1931 eine Ausbildung zum Bühnenbildner am Badischen Staatstheater Karlsruhe begann und parallel dazu an der dortigen Badischen Landeskunstschule bei Karl Hubbuch studierte. Aus politischen Gründen (seine Mutter war Jüdin und wurde im KZ Theresienstadt ermordet) musste Grandeit Ausbildung und Studium 1933 abbrechen und arbeitete anonym an der Hamburger Schilleroper. 1943 leistete er Dienst bei der Flak der Kriegsmarine in Holland und Frankreich. Nach Kriegsende arbeitete er als Maler, Zeichner und Druckgrafiker, bis er 1952 Helmuth Gmelin kennenlernte, der ihn als Bühnenbildner an sein Theater im Zimmer verpflichtete. Daneben lehrte Grandeit von 1953 bis 1962 als Dozent an der Hochschule für Musik und Theater Hamburg. Ab 1958 wirkte Grandeit auch an anderen Hamburger Theatern, wie den Kammerspielen, dem Thalia Theater und dem Jungen Theater, dem späteren Ernst-Deutsch-Theater, wo er mit Regisseuren wie Karl Paryla, Richard Münch oder Eberhard Möbius zusammenarbeitete. Von den über 360 Bühnenbildern, die er im Laufe seiner Karriere entwarf, entstanden etwa 300 alleine an den genannten Hamburger Bühnen. Weitere Aufträge erhielt Grandeit daneben u. a. vom Wiener Burgtheater oder der Tribüne in Berlin.
Erich Grandeits letzte Arbeit war 1995 das Bühnenbild für Die Ermittlung von Peter Weiss am Ernst-Deutsch-Theater. Danach widmete er sich bis an sein Lebensende der Malerei, wobei er dem Realismus und der Neuen Sachlichkeit zugeordnet wird. Seit 1945 hatte Grandeit zahlreiche Ausstellungen seiner Werke im In- und Ausland, darunter auch seiner Bühnenbildentwürfe. Nach seinem Tod zeigte die Hamburger Galerie Rose Bilder und Entwürfe seiner Bühnenbilder in einer Werkschau. Sein Nachlass wird von der Hamburger Theatersammlung verwaltet.
Seine letzte Ruhestätte fand Erich Grandeit auf dem Friedhof Blankenese.

## Auszeichnungen
- 1962: Bühnenbildner-Preis des Künstlerclubs "Die Insel"[8]
- 1981: Ernst-Deutsch-Medaille in Gold[9]
- 2000: Biermann-Ratjen-Medaille